# 필리프 5세
필리프 5세(프랑스어: Philippe V le Long, 1292년 ~ 1322년 1월 3일)는 장신왕(프랑스어:le Long)으로도 알려진 1316년부터 1322년까지의 프랑스와 나바라의 왕(펠리페 2세)이다.
필리프는 프랑스의 군주 필리프 4세와 나바라의 여왕 호아나 1세의 차남으로 태어났다. 그는 푸아티에 백국을 아파나주로 받았고, 한편 그의 형인 루이 10세는 프랑스와 나바라 왕위를 상속하였다. 루이가 1316년에 사망할 때, 그는 딸 하나와 임신한 아내 헝가리의 클레멩스를 두고 떠났다. 장신왕 필리프는 섭정 자리를 성공적으로 차지해냈었다. 클레멩스 왕비는 장 1세라고 선포된 아들을 낳았으나, 어린 왕은 겨우 5일 만에 사망하고 말았다.
조카가 사망하자, 필리프는 곧바로 렝스에서 즉위식을 하였다. 하지만, 그의 정통성은 루이 10세의 딸 잔의 도전을 받았다. 필리프 5세는 그녀가 어리다는 것, 그녀의 아버지에 대한 의심들 (그녀의 어머니가 네슬 탑 사건에 연루), 여성은 프랑스 왕위 계승 순서에 배제되어한다는 삼부회의 결정 등 여러 가지 이유를 근거로 그녀의 왕위 주장에 대한 다툼에서 승리를 거뒀다. 잔을 대신한 필리프의 왕위 계승은 살리카법으로 알려질 프랑스 왕위 계승의 선례를 세웠다.
필리프는 그의 아버지 때 대대적인 반란이 일어났던 플랑드르 백국과 어느 정도 우호 관계를 회복시켰으나, 동시에 처남인 잉글랜드 왕 에드워드 2세와 관계는 악화되었는데, 동시에 기옌 공작이기도 한 에드워드가 초기에 그에게 충성의 맹세를 하는 걸 거부했었다. 1320년 노르망디에서 무어인들한테 이베리아반도를 해방시키는 걸 목표로 한 즉흥적인 민중 십자군이 시작됐다. 대신에 분노한 민중들은 성, 왕실 관료, 성직자, 나병 환자, 유대인들을 공격하러 남쪽으로 진격하였다. 필리프는 왕국의 관리를 개선시키걸 목표로 한 여러 개혁에 착수하였다. 이 개혁들은 독립적인 재정 부서 설립, 단위 표준화, 단일 화폐 설립 등을 포함하였다.
1307년에 필리프는 부르고뉴 백작 잔 2세와 혼인하였고, 이들 사이에서 딸 넷이 태어났다. 부부는 아들을 낳지 못하여, 이에 따라 1322년 필리프가 이질로 죽자, 그의 뒤를 동생인 샤를 4세가 이어받았다.

## 성격과 혼인

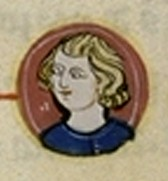
동시대에 제작된 'L'arbre généalogique Bernard Gui, Généalogie des rois de France'에서 모습

푸아티에 백작 시절 필리프의 문장

필리프는 1291년 리옹에서 프랑스 군주 필리프 4세와 나바라의 여왕 후아나 1세의 차남으로 태어났다. 그의 아버지는 아파나주로 푸아티에 백국을 그에게 부여했다. 오늘날 역사가들은 필리프 5세를 '상당한 지적 능력과 예민함을 지닌 자', 그리고 '필리프 4세의 세 아들 중 가장 영민하고 정치적 능력이 뛰어난 자'로 묘사한다. 필리프는 아버지가 1314년에 마주하였고, 마찬가지로 투사왕이라 알려진 그의 형제 루이 10세가 접한 몇 년간의 전쟁 등 분쟁과 불안의 영향을 받았다. 필리프 4세와 루이 10세 두 명의 문제의 중심에는 세금과 그 세금을 올리는 데 어려움이 있었다.
필리프는 부르고뉴 백작 오통 4세와 아르투아 백작 마오의 장녀인 부르고뉴의 잔과 1307년 1월 21일에 혼인했다. 본래 계획은 루이 10세가 잔과 혼인하는 것이었으나, 루이가 부르고뉴의 마르게리트와 주선되며 바뀐 것이었다. 현대 역사가들은 둘의 결혼이 행복했는가에 대해서 증거를 찾지 못하였으나, 이 부부는 짧은 시간 내 상당히 많은 자녀를 두었고, 필리프가 당대 기준으로 잔에게 예외적으로 너그러었다. 필리프는 잔에게 토지와 재화를 부여한 것뿐만 아니라 그가 이른 죽음을 맞이할 때 이 수여품들을 철회할 수 없는 것이라 보장하려 하기까지 했다. 수 많은 선물들에는 궁전, 마을, 보석을 위한 예외적으로 많은 재화, 하인들, 1318년에 잔에게 준 부르고뉴 지역 모든 유대인들의 재산 등이 있었다.
잔은 1314년 기간 마르게리트의 간통 사건에 연루되어 있었는데, 마르게리트는 시동생 이자벨의 증언으로, 두 명의 기사들과의 간통 혐의로 고발되어 유죄 판결을 받았다. 잔은 이 간통 사실을 비밀리에 알고 있었다는 혐의를 받아 처벌로 두르당에서 가택연금에 놓였는데, 이는 잔 그녀 역시도 간통 혐의에 있었다는 것을 암시하였다. 필리프의 지지로, 그녀는 무죄 주장을 계속하였고, 1315년경 그녀의 이름이 부분적으로는 필리프의 영향을 통해 파리 고등법원에서 사라졌고, 그녀는 궁정으로 복귀가 허락됐다. 왜 필리프가 그런 방식으로 그녀의 곁에 남아있었는지에 대한 이유는 불명확하다. 한 이론은 그가 잔을 버렸을 경우에 부르고뉴 역시 잃을 수도 있다는 점을 우려하였다는 것이고, 또 하나는 아내에게 보내는 약간의 '정형화된' 연애 편지들을 그대로 받아들여야 하며, 그가 실제로 깊은 사랑에 빠져있었다고 주장한다.

## 계승과 살리카법

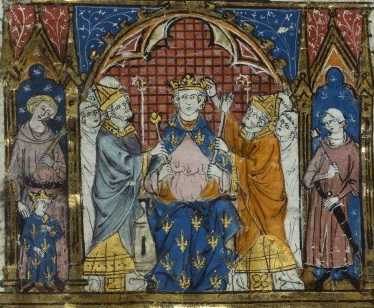
필리프는 조카인 어린 왕 장 1세가 죽자, 1316-17년 프랑스 왕위에 대한 지지를 얻기 위해 성급한 대관식 진행을 하였다.

필리프의 형인 루이 10세가 임신한 아내 헝가리의 클레멩스를 두고 1316년에 사망하고 말았다. 섭정 역할에 몇몇 잠재적 후보들이 있었고, 이 중에는 발루아의 샤를, 부르고뉴 공작 외드 4세 등이 있었지만, 필리프가 이들보다 앞서 섭정으로 지목되는 데 성공하였다. 필리프는 클레멩스의 남은 임신 기간과 태어난 지 5일 만에 사망한 조카 장 1세의 출생 후 며칠간 섭정으로 있었다.
장 1세의 죽음으로 이따른 것은 프랑스의 카페 왕조 역사에 전례가 없었다. 처음으로 프랑스의 군주가 아들을 두지 못한 채 사망한 것이었다. 왕위 계승자는 이제 어느 논쟁의 대상이었다. 부르고뉴의 마르게리트 사이에서 태어난 루이 10세의 남아있는 딸 후아나는 명백한 왕위 계승 후보자였으나, 그녀의 실제 아버지에 대한 문제들을 포함한 1314년 사건의 결과라는 의심들이 남아 있었다.
자신과 왕위 사이에 조카만이 남은 상황에서, 필리프는 재빠르게 정치적 협상에 나섰고 잔 (후아나)의 권리를 옹호하던 외드 4세와 샤를의 발루아 등을 자신을 지지하도록 설득하였다. 필리프의 딸과 혼인하는 대가로, 외드 4세는 프랑스 왕위뿐만 아니라 나바라 왕위에 대한 조카의 대의명분을 포기하였다. 1317년 1월 9일, 샤를의 지원 하에 필리프는 렝스에서 급히 대관식을 치렀다. 하지만 귀족층의 대부분은 대관식 참여를 거부했다. 이러한 의사 표시를 한 곳에는 샹파뉴, 아르투아, 부르고뉴 등이 있었으며, 필리프는 같은 해 2월 2일 파리에서 급하게 귀족 회의를 소집하였다. 필리프는 여성인 잔은 프랑스 왕위를 상속할 수 없다는 원칙을 단언하였고, 자신이 현재는 임명이 된 왕이라는 사실을 집중적으로 인용하며, 일부 작가들이 그의 실질적인 '왕위 찬탈'이라 묘사한 바를 마무리 지었다. 여성들의 왕위 계승 배제와, 이후 여성들의 남자 후손들에 대한 왕위 배제는 후대 발루아 왕가가 살리카법으로서 대중화시켰다. 그럼에도 잔은 1328년에 살리카법을 따르지 않던 나바라의 왕위에 올랐다.
다음 해, 필리프는 자신의 지위 강화를 이어나갔다. 그는 자신의 장녀 잔을 강력한 외드 4세와 혼인시키며, 부르고뉴 공작을 자신의 세력으로 끌어왔다. 그 뒤에 필리프는 최근 왕실이 부당하게 상실한 '권한, 세수, 영토에 대한 회복'이라는 개혁 의지를 그의 재위 기간 때 세웠다.

## 내정 개혁

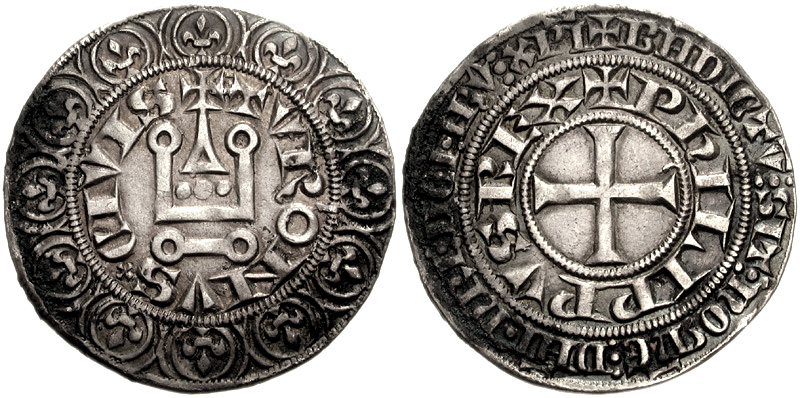
필리프는 그의 재위 기간에 투르누아 은화를 포함한 프랑스의 화폐 개혁에 나섰다.

국내 정치에 있어서, 필리프는 혼란스러운 상황과 계속된 흉작의 결과 를 이어받았음에도 '강인하고 인기있는 왕'의 모습을 보였다. 그는 프랑스 왕실이 튼튼한 재정적 기반을 갖추도록 하려던 아버지 필리프 4세의 발자취를 따랐고 전임자이자 형인 루이 10세의 인기 없는 여러 결정들을 폐기하였다. 또한 그는 정부 개혁에 착수하였고, 화폐를 개혁해냈으며, 단위 통일 작업에 나섰다. 필리프의 핵심 임사들 중에는 이후 이어진 프랑스 왕실에서 중요한 역할을 해낸 피에르 베르트랑 추기경이 있었다.
1317년에, 필리프는 1311년에 그의 아버지가 처음으로 통과시킨 칙령을 재통과시키며, 왕가의 및 지역 내 왕실 거점들의 자산에 대한 전용 및 절도 등에 죄를 묻기로 하였다. 1318년경, 그의 정치적 위치는 강화되어, 필리프는 왕실에 영구적으로 속하는 영지와 작위를 정해놓은 프랑스 왕령지와 어떤 이유로 왕실에 몰수된 영지 및 작위들 간 뚜렷한 구분을 짓는 새로운 칙령을 통과시켰다. 필리프는 프랑스 왕실이 귀족들에게 새로운 영지를 부여 및 수여할 경우, 이들은 일반적으로 아까 언급한 두 번째 재원을 통해서만 수여받을 것이라 선포하였다. 핵심적이고 바꿀 수 없는 왕실의 권력을 강화하면서, 동시에 그들의 땅이 범죄나 비행 행위에 따른 처벌로 왕실에 빼앗기지 않는 한, 그들의 땅이 신성불가침한 것이라고 귀족들을 안심시키기도 하는 등 두 가지 의미를 띠는 선언이었다. 필리프는 프랑스 왕실의 회계가 적절하게 비용을 지불하는지를 감시하는 부서인 프랑스 감사원을 1320년에 설치하게 했으며 이 행정 조직은 현재까지 남아있다. 실제로, 필리프는 왕실 영지 및 작위 부여에 있어 자신이 선포한 원칙들을 완전히 지키지는 못했으나, 그는 전임자들보다 있어서는 이러한 문제들에 있어 훨씬 보수적이었다.

## 플랑드르 분쟁 해결과 잉글랜드

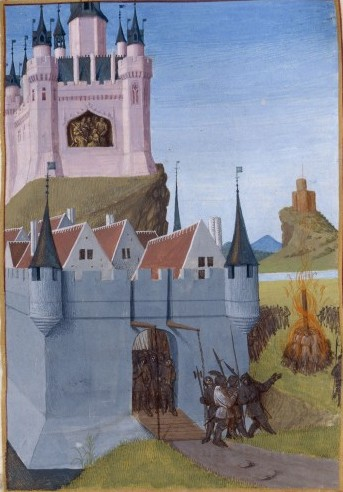
필리프는 플랑드르와 장기간 이어지던 긴장 사태에 대해 성공적인 외교 및 왕실을 통한 해결을 추구했었다.

필리프는 계속되던 플랑드르 문제에 대해 성공적인 해결을 이룰 수 있었다. 플랑드르 백작은 '대단히 부유한 나라'를 운영하고 있었는데, 이 점이 프랑스의 가장 자리에 있어 대단한 자치권으로 이어지게 하였다. 프랑스 왕은 보통 플랑드르에 대한 종주권을 갖고 있는 것으로 여겨졌으나. 당시에 들어서는 그 관계가 흐틀어졌다. 필리프 4세는 프랑스의 지배권을 재확립하려다가 1302년 쿠르트레에서 패하고 말았고, 이후에 몽상페벨 전투에서 프랑스가 승리를 거뒀으나, 그 관계는 긴장 상태로 남아 있었다.
플랑드르의 로베르 3세는 프랑스의 군사력에 대해 저항을 이어가고 있었으나, 필리프의 왕위 계승 시기에 자신이 플랑드르에서 정치적으로 점점 고립되고 있음을 알게 되었다. 한편, 프랑스의 위치는 전시 체제 유지를 위한 소요로 인해 압박을 받았다. 루이 10세는 1315년 플랑드르에 대한 곡물 및 다른 원자재 수출을 금지하여, 수익성 높은 밀수 산업을 낳게 되었고 이에 따라 국경 지역을 따라 형성된 프랑스 왕가와 관련한 합법 무역이 저해되었다. 또한 루이는 군대에 필요한 식량 징수를 해야만 했는데, 이는 지역 영주들과 교회로부터 계속된 불만을 야기하였다. 필리프는 1317년에 적당한 수준으로 복귀시키기 시작했으나, 상황은 해결되지 않았다.
필리프와 로베르 모두 정치적 타협을 위해 군사적 해결을 추구하는 데서 멀어졌다. 전해진 바에 의하면, 로베르는 1320년 6월에 필리프와 협상을 했다고 하며, 이에 따라 로베르는 자신의 어린 손자 루이를 지정 후계자로 확정지었고, 이 대가로 루이는 필리프의 차녀 마르그리트와 혼인하기로 약속했다. 이 협상은 로베르, 그리고 루이에게 플랑르드 내에서 강력한 프랑스의 지지를 가져다주었다. 루이는 상당 부분 이미 필리프의 영향을 받고 있었다. 루이는 필리프의 궁정에서 프랑스 중부에 느베르를 넘겨준 바 있었고 문화적으로도 상실상의 프랑스의 대공이었다. 이 협정은 필리프의 정책에 있어서 상당한 성공이었지만, 그럼에도 시간이 흐르며 루이의 완전한 프랑스에 대한 충성심과 플랑드르 내부 자체에서 정치적 연결고리 부족이 정치적 혼란과 농민 폭동으로 이어졌다.
필리프 역시도 잉글랜드의 에드워드 2세와 곤경에 빠졌다. 플랑드르 백작처럼, 에드워드는 가스코뉴의 지배자로서 역할로 인해 프랑스 왕에 주종 관계에 있었으나, 잉글랜드 왕으로서의 권한과, 넓은 자치권을 누린 가스코뉴 지방의 수장으로서 그 관계를 따르고 싶어하지 않았다. 에드워드는 루이 10세에게 충성의 맹세를 하지 않았으며, 초기에는 루이 10세보다 잉글랜드 측에 좀 더 호의적이라는 평판을 갖고 있던 필리프에게도 맹세를 하는 걸 거부하였다. 1319년, 필리프는 당시 기준으로 영예로운 경우라고 할 수 있는 대리인을 통해 에드워드가 충성의 맹세를 하도록 허락했고, 그는 1320년에는 직접 할 것이라 기대했었다. 에드워드는 맹세를 위해 아미엥에 도착하였고, 필리프가 이제는 일반적인 봉건 서약을 넘어서는 행위인 개인에 대한 충성의 맹세를 해야한다고 고집하고 있음을 알게 되었다. 에드워드는 봉건 서약을 했으나 충성의 맹세를 하는 건 거부했다. 그럼에도 이는 잉글랜드의 가스코뉴에 미친 프랑스의 압박이 커진 시기로 특정 지어진다.

## 십자군

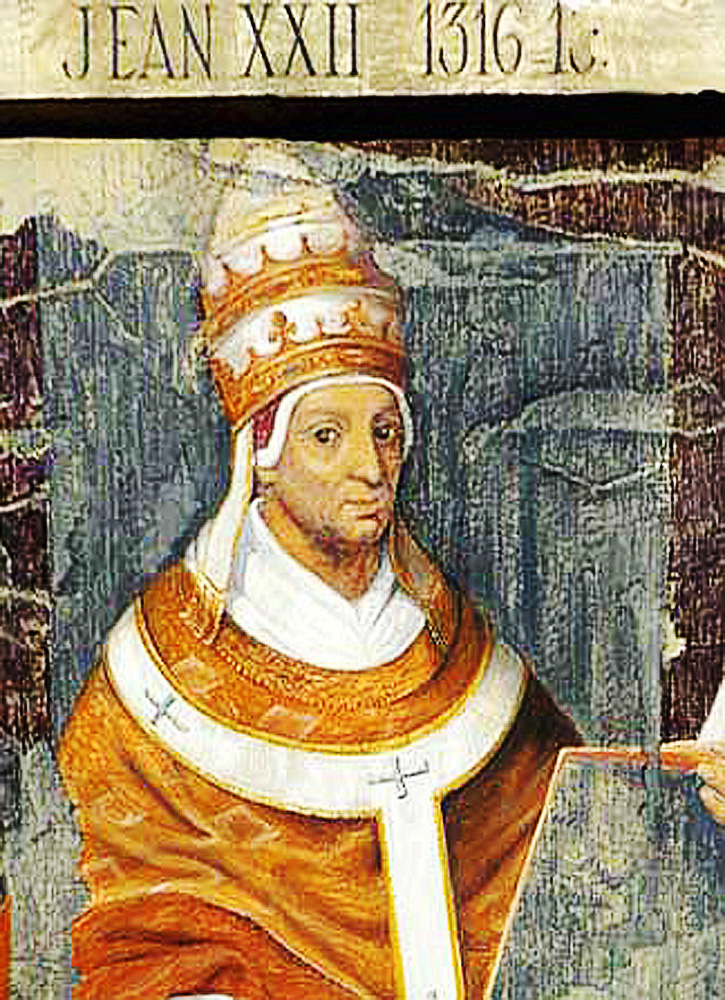
교황 요한 22세는 유럽 내 후반기 십자군 운동에 있어 필리프의 긴밀한 동맹이었고, 1320년 폭력적인 양치기 십자군을 비판하는 데 그와 동참하였다.

필리프는 계속되던 십자군 운동에서 중요한 역할이기도 했었다. 아비뇽 유수 시기 두 번째 교황이던 교황 요한 22세는 1316년 리옹에서 필리프가 소집한 콘클라베에서 선출되었고, 새로운 십자군을 펼치고자 하는 그의 바람을 실행시켰다. 필리프 4세는 1312년 빈 공의회에서 새로운 프랑스 주도의 십자군을 위한 공동 계획을 받아들였고, 그의 아들 필리프는 '헌신적인 십자군'으로 1313년에 십자가를 받기도 했다. 이제 왕이 된 필리프는 이 계획들을 실행시킬 의무가 있었고 요한에게 요청을 하여 1316년 이후로 추가적인 기금을 받기도 하였다. 하지만 필리프와 요한 모두 동의했으나, 하지만 프랑스의 십자군이 불가능한 것이었고 동시에 플랑드르의 군사적 상황이 안정적이지 못하였다. 그럼에도, 요한은 아르메니아인들에게 필리프가 얼마 안 있어 그들을 구원하러 십자군을 이끌 것이라 장담을 이어나갔다. 하지만 클레르몽의 루이 1세가 이끄는 프랑스 남부에서 해군 선봉대를 보내려던 시도가 실패하였으며, 1319년 제노바 앞에서 벌어진 해전에서 전멸당하였다. 1319–20년 겨울이 넘어서, 필리프는 잠재적 2차 원정을 위한 준비를 위해 프랑스의 군사 지도자들과 수 차례 회의를 소집하였고, 그 회의에서 기욤 뒤랑의 십자군에 대한 유명한 논문이 알려졌다. 하지만 필리프 재위 말에, 그와 요한은 새로운 재화 발행과 그 재화들을 어떻게 사용할 것인가에 대한 책무 등에 대해 관심이 멀어졌고, 둘의 관심은 양치기 십자군이라는 문제 해결에 집중하고 있었다.
양치기 십자군 혹은 '파스토로'(Pastoreaux)는 1320년 노르망디에서 일어났다. 이 사건의 발생에 관한 한 주장은 민중 십자군에 대한 필리프와 그의 전임자들의 반복된 요청들이 실제 대규모 군사 작전의 부재와 결합되어, 마침내 민중 중심이지만 허나 통제되지 않은 십자군으로 폭발하였다는 것이다. 새로운 십자군에 대한 필리프의 의도는 1320년 봄경에 분명하게 널리 알려졌고, 플랑드르와 프랑스 북부의 최근에 이뤄진 평화는 다수의 농민 유랑민들과 병사들에게 놓이게 되었다. 그 결과는 그 지역 유대인, 왕실의 성들, 부유한 성직자들, 그리고 파리 그자체를 위협하는 규모가 거대하고 폭력성을 띠는 반유대주의 운동이었다. 이 운동은 마침내 이 운동이 성전을 실행할 것이라는 조금의 의향이 있는지에 대해 의문을 품던 교황 요한에게 비판을 받았다. 필리프는 양치기 십자군을 진압하러 움직여야만 했고, 군사 행동으로 이들을 격퇴시키고 잔당들을 피레네산맥 너머 아라곤으로 몰아냈다.

## 말년

### 나환자 공포

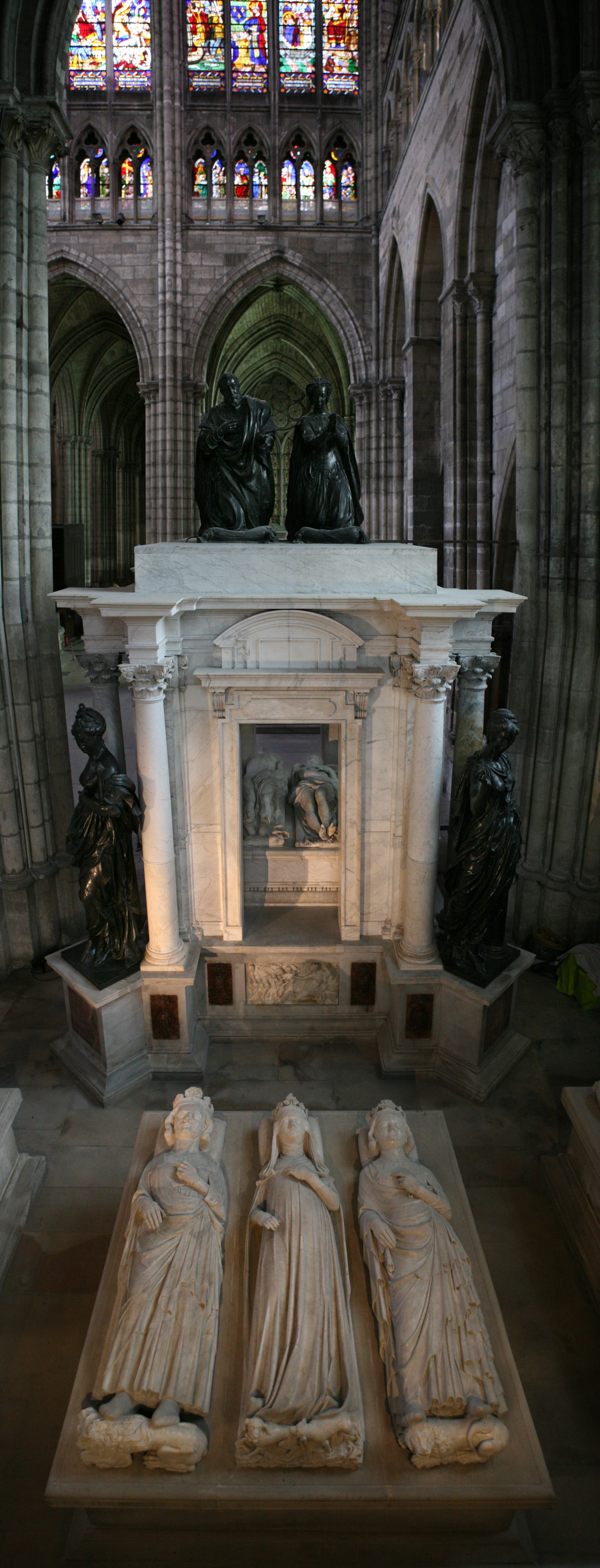
필리프, 그의 형제 샤를, 제수인 잔의 조상(彫像)

1321년, '나환자 공포'라고 주장되는 모의가 프랑스에서 발각되었다. 명백하게 근거없는 그 혐의는 나환자들이 여러 마을들의 우물에 독을 탔다는 것과, 이 활동이 외부의 무슬림들에게 비밀리에 지령을 받은, 유대인 소수집단이 조직했다는 것이었다. 이 공포는 몇 년 전의 양치기 십자군과 과거 수십 년간 흉작의 결과가 만들어 놓은 과열된 분위기에 내려 잡았다.
프랑스의 유대인들은 1321년경 프랑스 왕실과 밀접한 관계를 맺고 있었으며 필리프는 왕실 관료들에게 유대인 대금업자들이 기독교인들의 빚을 찾아내는 것을 도우라 명령하였고, 일부 지역 관료들은 왕실이 죽은 유대인 상인들의 재산을 상속하기 때문이라 주장하였다. 1320년 사건이 벌어지고 나서, 필리프는 양치기 십자군 기간 유대인들을 공격한 자들에 벌금을 매기는 것에 관여하였고, 이는 프랑스 내 유대인에 대한 혐오감을 더 했다. 나환자들에 대한 풍문과 혐의 주장은 1320년에도 마찬가지로 돌았고, 일부는 양치기 십자군 당시에 이목을 끌기도 했다.
나병 사태 소식이 들려왔을 때, 6월 푸아티에에 있던 필리프는 남부 지역의 화폐 체제 개혁을 목표로 한 남부 순례 중에 있었다. 필리프는 죄가 밝혀진 모든 나환자들은 화형에 처할 것이고 이들의 재산은 왕실에 압류될 것이라는 재빠른 칙령을 발표하였다. 왕의 남부 순례와 개혁 계획들은, 오늘날 기준으로는 행정적이라는 소리를 들은 것이지만, 많은 반대를 불러 일으켰고, 현대 학자들은 푸아티에에서 왕의 역할을 갑작스러운 폭력 사태 발생과 연결시킨다. 이 모든 것들은 필리프를 어려운 상황에 놓이고 하였으며, 그는 추가적인 불필요한 폭력을 유발하지 않은 채 나환자, 유대인, 무슬림들의 범법 행위라고 주장하는 이들과 대놓고 편을 설 수가 없었고 또 한편으로는 그가 그 대의에 동조하지 않았다면, 그는 더 많은 허가되지 않은 폭력을 조장하고, 왕의 위치를 약화시키는 것이었다. 일부 유대인들은 나환자 공포 사태 결과로 프랑스를 떠났지만, 필리프는 공식 칙령에 서명하는 것을 서명하는 것을 거부하여, 유대인들에 가해진 효과를 어느 정도 제한시켰다.

### 죽음과 계승
8월에, 필리프는 여러 지병으로 몸이 좋지 않을 때 개혁 계획 추진을 이어가고 있었다. 일시적으로 통증이 멎은 후, 그는 파리 롱샹 수도원에서 사망하였다. 그는 생드니 대성당에 매장되었고, 그의 장기는 현재는 철거된 파리의 자코뱅 수도원에 묻혔다.
필리프가 1316년에 촉발시킨 남성 계승 원칙에 따라, 필리프는 아들을 두지 못하였기에 남동생인 샤를 4세에게 왕위를 물려주었다. 샤를 역시도 남자 자손을 두지 못한 채 죽어, 결과적으로 잉글랜드의 에드워드 3세의 프랑스 왕위 주장과 이후 백년전쟁 (1337년-1453년)을 야기하였다.

## 가족
1307년 1월에 필리프 5세는 부르고뉴 여백작 잔 2세 (부르고뉴 백작 외드 4세의 딸이자 후계자)와 혼인하여, 자녀 다섯을 두었다:
1. 잔 (1308년 5월 1/2일 – 1349년 8월 10/15일) : 부르고뉴, 아르투아 여백작 그리고 부르고뉴 공작 외드 4세의 아내[44]
2. 마르그리트 (1309년 – 1382년 5월 9일) : 플랑드르의 루이 1세의 아내. 부르고뉴, 아르투아 여백작.[44]
3. 이자벨 (1310년 – 1348년 4월)[45] : 도팽 드 비에누아 기즈 8세 드 라 투르 뒤 팽의 아내.[46]
4. 블랑슈 (1313년 – 1358년 4월 26일) : 수녀.[45]
5. 필리프 (1316년 6월 24일 – 1317년 2월 24일).[45]

## 참고 문헌
- Anselme de Sainte-Marie, Père (1726). 《Histoire généalogique et chronologique de la maison royale de France》 [Genealogical and chronological history of the royal house of France] (프랑스어) 1 3판. Paris: La compagnie des libraires.
- Barber, Malcolm. (1981) "The Pastoureaux of 1320." Journal of Ecclesiastical History. 32 (1981): 143–166.
- Brown, Elizabeth, A. R. (2000) The King's Conundrum: Endowing Queens and Loyal Servants, Ensuring Salvation, and Protecting the Patrimony in Fourteenth-Century France, in Burrow and Wei (eds) 2000.
- Burrow, John Anthony and Ian P. Wei (eds). (2000) Medieval Futures: Attitudes to the Future in the Middle Ages. Woodbridge: The Boydell Press.
- Cox, Eugene L. (1967). 《The Green Count of Savoy》. Princeton, New Jersey: Princeton University Press.
- Drees, Clayton J. (2001) The Late Medieval Age of Crisis and Renewal, 1300–1500: a Biographical Dictionary. Westport: Greenwood Press.
- Duby, George. (1993) France in the Middle Ages 987–1460: from Hugh Capet to Joan of Arc. Oxford: Blackwell.
- Fryde, Natalie. (2003) The Tyranny and Fall of Edward II 1321–1326. Cambridge: Cambridge University Press.
- Henneman, John Bell (1971). 《Royal Taxation in Fourteenth-Century France: The Development of War Financing, 1322-1359》. Princeton University Press.
- Holmes, George. (2000) Europe, Hierarchy and Revolt, 1320–1450, 2nd edition. Oxford: Blackwell.
- Housley, Norman (1986). 《The Avignon papacy and the Crusades, 1305–1378》. Oxford: Clarendon Press.
- —— (1992). 《The later Crusades, 1274–1580: from Lyons to Alcazar》. Oxford: Oxford University Press.
- Jordan, William Chester (1996). 《The Great Famine: Northern Europe in the early Fourteenth Century》. Princeton: Princeton University Press.
- —— (2005). 《Unceasing Strife, Unending Fear: Jacques de Therines and the Freedom of the Church in the Age of the Last Capetians》. Princeton: Princeton University Press.
- Nirenberg, David. (1996) Communities of Violence: Persecution of Minorities in the Middle Ages. Princeton: Princeton University Press.
- Riley-Smith, Jonathan. (2005) The Crusades: a History. London: Continuum.
- Rose, Hugh James. (1857) A New General Biographical Dictionary, Volume 11. London: Fellows.
- TeBrake, William Henry. (1994) A Plague of Insurrection: Popular Politics and Peasant Revolt in Flanders, 1323–1328. Philadelphia: University of Pennsylvania Press.
- Wagner, John. A. (2006) Encyclopedia of the Hundred Years War. Westport: Greenwood Press.
- Warner, Kathryn (2016). 《Isabella of France, The Rebel Queen》. Amberley.
- Wood, Charles T. (1966). 《The French Apanages and the Capetian Monarchy, 1224-1328》. Harvard University Press.
- Woodacre, Elena (2013). 《The Queens Regnant of Navarre: Succession, Politics, and Partnership, 1274-1512》. Palgrave Macmillan.